# Вторая экспедиция Христофора Колумба
Вторая экспедиция Христофора Колумба — морское плавание 1493—1496 годов к берегам Нового света, возглавленное Христофором Колумбом, адмиралом на службе католических королей Испании Изабеллы Кастильской и Фердинанда Арагонского. В ходе первой экспедиции Колумб пересёк Атлантику и оказался у берегов Америки, которую, правда, принял за Восточную Азию. 25 сентября 1493 года он отплыл на запад из Кадиса во главе флотилии в 17 кораблей. 3 ноября мореплаватели впервые увидели землю — это был остров Доминика. В дальнейшем Колумб открыл другие Малые Антильские острова, Виргинские острова, Пуэрто-Рико и Ямайку, исследовал южное побережье Кубы. В ходе экспедиции испанцы завоевали остров Эспаньола (Гаити), основали город Санто-Доминго.

## Путешествие
Решение о второй экспедиции через Атлантику было принято сразу после того, как Христофор Колумб вернулся из первого плавания (апрель 1493 года). Кастильская корона была заинтересована в том, чтобы как можно быстрее закрепить за собой открытые земли, на которые претендовала Португалия. На этот раз подготовку к путешествию вело специальное ведомство, учреждённое королевой Изабеллой, и оно же должно было заняться управлением новыми территориями. К Колумбу приставили экономов и контролёров, которые должны были отчитываться перед короной.
25 сентября 1493 года флотилия, включавшая 17 кораблей, отплыла из Кадиса. По разным данным, в Новый Свет отправились от 1500 до 2500 человек, включая моряков, священников, чиновников и разного рода авантюристов, привлечённых перспективами лёгкой наживы. На корабли погрузили ослов, лошадей, крупный рогатый скот, свиней, семена сельскохозяйственных культур, виноградные лозы, необходимые для организации колонии. Взяв курс на 10° южнее, Колумб поймал попутный ветер и смог пересечь океан значительно быстрее, чем в первый раз, — за 20 дней. 3 ноября корабли подошли к острову, который Колумб назвал Доминика (архипелаг Малые Антильские острова). Затем экспедиция повернула на север и открыла в пути острова Монтсеррат, Антигуа, Невис, архипелаг Одиннадцати тысяч дев (Виргинские острова). 19 ноября был открыт большой остров, получивший впоследствии название Пуэрто-Рико.
27 ноября кастильские корабли бросили якорь у побережья Эспаньолы (Гаити), в бухте, где годом ранее был основан форт Ла-Навидад. Выяснилось, что крепость сожжена, а все её жители погибли в стычках с туземцами. Кастильцы высадились в другом месте и основали форт Изабелла, но выбор места оказался неудачным: колонисты вскоре начали страдать от малярии, к концу 1494 года две трети из них умерли. Отряд во главе с Алонсо де Охедой совершил путешествие вглубь острова, где нашёл золото на 30 тысяч дукатов или 10 миллионов мараведи. Всё добытое Колумб отправил в Испанию, поставив своего спутника Антонио де Торреса во главе флотилии в 12 кораблей. В письме, адресованном королеве и её мужу Фердинанду Арагонскому, он высоко оценил достоинства Эспаньолы как обширной и богатой золотом страны с прекрасным климатом, но попросил прислать больше продовольствия, скота, лекарств и оружия. Затраты он предложил компенсировать за счёт вывоза местного населения в Испанию и продажи его в рабство. Это предложение было воспринято скептически: даже с учётом полученного золота экспедиция оставалась убыточной, рабы в Европе не были нужны, а происходящее за океаном вызывало у королевы и чиновников серьёзное беспокойство.
В 1494 году Колумб предпринял поход в глубь Эспаньолы, в страну Сибао. Золота он там не нашёл, но основал новое поселение — крепость Святого Фомы. Местные жители вскоре восстали, адмирал поручил ведение войны своим подчинённым, а сам с тремя кораблями отправился искать «страну Великого хана». Он достиг юго-восточного побережья Кубы, отклонился на юг и открыл остров Ямайку, жители которого оказались настроены крайне враждебно. Затем Колумб проплыл вдоль всего южного побережья Кубы. Когда до западной оконечности острова оставалось около 100 километров, адмирал был вынужден вернуться, так как море обмелело, продовольствие почти закончилось, а матросы проявляли недовольство. При этом он остался уверен, что Куба — часть материка и что где-то недалеко находится «Золотой Херсонес», то есть Малаккский полуостров.
Обратный путь оказался тяжёлым, так как идти пришлось навстречу восточным пассатам. Колумб прошёл вдоль южного побережья Ямайки и Эспаньолы и вернулся в Изабеллу 29 сентября. За время его отсутствия в Испанию самовольно уехали военачальник Педро Маргарит, которому было поручено подавить восстание индейцев, и глава духовной миссии Берналь Бойль; они были приняты при дворе и там описали экспедицию в негативных тонах. В отсутствие командования солдаты разбрелись по острову, грабя и насилуя, и это вызвало почти всеобщее восстание (из пяти местных касиков на стороне испанцев остался только один). Весной 1495 года, оправившись после тяжёлой болезни, Колумб лично возглавил карательный отряд в 220 человек. За 9 или 10 месяцев он полностью замирил Эспаньолу, причём за это время, по словам Лас Касаса, «произошли чудовищные избиения индейцев и целые области совершенно обезлюдели». По данным того же автора, население острова в ходе войны уменьшилось в три раза.
550 пленных Колумб отправил в Испанию для продажи в рабство, но в пути 250 из них умерли, а на остальных совсем не было спроса. Поэтому торговля была приостановлена (формально из-за необходимости консультаций с правоведами и богословами), а трансатлантические экспедиции начали выглядеть в глазах королевы как ещё боле убыточное предприятие. К тому же Маргарит и Бойль рассказывали, что Колумб занимается на новых землях самоуправством, притесняя кастильцев, назначая на все посты своих родственников и земляков, не заботясь об интересах короны. Учитывая всё это, Изабелла и Фердинанд направили в Новый свет своего представителя с неограниченными полномочиями, Хуана Агуадо, и отменила монополию Колумба на путешествия через океан.
Адмирал решил вернуться в Испанию, чтобы оправдаться перед монархами. Перед этим он основал на Эспаньоле ещё несколько крепостей, организовал новую экспедицию на юг острова, в ходе которой было найдено золото. Брат Колумба Бартоломео основал город Санто-Доминго, ставший впоследствии столицей испанской колонии. 10 марта 1496 года адмирал отправился на восток с двумя кораблями, передав власть на Эспаньоле брату. 11 июня он сошёл на берег в Кадисе.
Несмотря на ряд открытий и закрепление власти Испании над Эспаньолой, вторая экспедиция Колумба была признана в целом неудачной: золота было найдено слишком мало, заморские земли во многом утратили свою привлекательность для испанцев. Колумба встретили холодно, вскоре он был лишен многих привилегий. Тем не менее спустя два года его снова отправили в Новый Свет, чтобы предотвратить закрепление там португальцев.